# Andreas Schomaker
Andreas Schomaker (* 1959 in Oldenburg) ist ein deutscher Jurist. Er war von Dezember 2011 bis Juni 2018 Polizeipräsident der Polizeidirektion Sachsen-Anhalt Nord.

## Leben
Andreas Schomaker studierte nach seinem Wehrdienst Jura in Kiel und Oldenburg. Nach dem Staatsexamen in Kiel und Oldenburg arbeitete er zunächst in Hamburg bei einer Versicherung im Schadens- und Leistungsbereich. Nach der Wende in der DDR ging er im Juli 1991 nach Sachsen-Anhalt in die damalige Bezirksregierung Magdeburg. Dort war er als Referatsleiter für Grundsatzfragen der Gefahrenabwehr, im Bereich Innere Sicherheit tätig. Vier Jahre beschäftigte er sich im Innenministerium in der Kommunalabteilung unter anderem mit Fragen der Korruption. Von Juli 1998 bis 2002 fungierte er als Polizeipräsident der Polizeidirektion Halberstadt als (Nachfolger von Johannes Lottmann), der zum Inspekteur der Polizei Sachsen-Anhalt und damit zum höchsten Polizisten des Landes berufen worden war. Dann wurde Schomaker Referatsleiter für Personalangelegenheiten, Aus- und Fortbildung sowie Dienstrecht der Polizei im Innenministerium. In seine Zeit fiel der umstrittene Prozess um den Tod eines Rentners, der von einem Rechtsextremen erstochen wurde. Am 1. Dezember 2011 wurde er von Sachsen-Anhalts Innenminister Holger Stahlknecht in das Amt des Präsidenten der Polizeidirektion Sachsen-Anhalt Nord eingeführt. Schomaker löste Polizeipräsident Wolfgang Mönckmeyer ab, der in den Ruhestand ging.
Schomaker war im Jahr 2016 von Kollegen wegen Fehlverhaltens anonym angezeigt worden. Er wurde daraufhin von seinem Posten für eine Zeit von sechs Monaten abgeordnet. Nachdem Ermittlungen der Staatsanwaltschaft ergeben hatten, dass sich keiner der Vorwürfe bestätigte, wurde das Verfahren eingestellt. Eine vom Innenministerium geplante Abordnung zum Landesverwaltungsamt hatte Schomaker vor dem Verwaltungsgericht Magdeburg angefochten und Recht bekommen. Eine Abordnung an das Innenministerium in Magdeburg hatte er ebenfalls abgelehnt. Die Amtsgeschäfte führte von August 2016 bis zur Rückkehr auf seinen Posten als Polizeipräsident der Polizeidirektion Nord am 28. Februar 2017 der Leitende Polizeidirektor Tom-Oliver Langhans. Seit Juli 2018 leitet er ein Referat im Innenministerium von Sachsen-Anhalt.
Schomaker ist verheiratet, Vater von zwei Söhnen und wohnt im Magdeburger Stadtteil Ottersleben.